# Blancherupt
Blancherupt település Franciaországban, Bas-Rhin megyében. Lakosainak száma 30 fő (2022. január 1.). Blancherupt Bellefosse, Colroy-la-Roche, Fouday, Saint-Blaise-la-Roche és Waldersbach községekkel határos.

## Népesség
A település népességének változása:
| Lakosok száma | 39   | 39   | 41   | 38   | 36   | 34   | 32   | 31   | 30   |
|               | 2013 | 2015 | 2016 | 2017 | 2018 | 2019 | 2020 | 2021 | 2022 |